# Horst Frickinger
Georg Edmund Horst Frickinger (* 17. Mai 1921 in Kassel; † 15. Januar 2021 in Vellmar) war ein deutscher Generalmajor des Heeres der Bundeswehr.

## Leben
Frickinger, Sohn eines Handelsvertreters für Möbel, durchlief die Schulausbildung in Kassel von 1927 bis 1939, die er mit dem Abitur (naturwissenschaftlicher Zweig) abschloss. Von April bis Oktober 1939 absolvierte er den Reichsarbeitsdienst. Am 10. Januar 1940 trat er als Fahnenjunker beim I. Bataillon des Infanterie-Regiments 15 (motorisiert) in Kassel in die Wehrmacht ein. Er war in Frankreich, Russland und Italien im Einsatz und hatte dabei Verwendungen als Zugführer, Kompaniechef, Regiments-Ordonnanzoffizier und Bataillonsführer im Infanterie-Regiment 15. Zum Kriegsende war er Hauptmann.
Nach 1945 war Frickinger zunächst in der Bauindustrie tätig und trat am 15. Mai 1951 in den im März 1951 gegründeten Bundesgrenzschutz ein, wo er Zugführer, Hundertschaftsführer und Lehroffizier an der Grenzschutzführerschule war.
Am 1. Juli 1956 trat Frickinger als Hauptmann in die Bundeswehr ein, wo er zunächst S3 und S4 in der 2. Panzergrenadierdivision war. Von 1959 bis 1960 absolvierte er den 3. Generalstabslehrgang Heer an der Führungsakademie der Bundeswehr in Hamburg, wo er zum Offizier im Generalstabsdienst ausgebildet wurde. Er war G4 und G3 der Panzergrenadierbrigade 5 in Homberg (Efze), von 1965 bis 1967 Bataillonskommandeur des Panzergrenadierbataillons 191 in Ahlen, Chef des Stabes der 6. Panzergrenadierdivision in Neumünster, Referent und Referatsleiter im Führungsstab des Heeres I 3 im Bundesministerium der Verteidigung in Bonn, von 1973 bis 1976 Brigadekommandeur der Panzergrenadierbrigade 5, stellvertretender Amtschef des Heeresamtes in Köln sowie von 1980 bis 1981 die 7. Panzerdivision. Mit Ablauf des September 1981 wurde er in den Ruhestand versetzt.

## Auszeichnungen
- 1. April 1945: Ehrenblattspange des Heeres
- Infanterie-Sturmabzeichen
- Verwundetenabzeichen in Silber (drei Verwundungen)
- 10. Dezember 1971: Verdienstkreuz I. Klasse des Verdienstordens der Bundesrepublik Deutschland
- 23. Dezember 1980: Großes Verdienstkreuz des Verdienstordens der Bundesrepublik Deutschland